# Arctomecon californica
Arctomecon californica là một loài thực vật có hoa trong họ Anh túc. Loài này được Torr. & Frém. mô tả khoa học đầu tiên năm 1845.